# Vollenhovia
Vollenhovia is een geslacht van mierensoorten uit de onderfamilie van de Myrmicinae. De wetenschappelijke naam van het geslacht is voor het eerst geldig gepubliceerd in 1865 door Gustav Mayr.
Dit geslacht komt voor van Oost-Afrika over Zuid- en Zuidoost-Azië, de Indische Archipel en het Australaziatisch gebied tot in Noord-Amerika. In 2018 waren er 59 soorten bekend.

## Soorten
- V. amamiana Terayama & Kinomura, 1997
- V. ambitiosa Menozzi, 1925
- V. banksi Forel, 1910
- V. benzai Terayama & Kinomura, 1997
- V. brachycera Emery, 1914
- V. brevicornis (Emery, 1893)
- V. brunnea Donisthorpe, 1947
- V. butteli Forel, 1913
- V. cristata (Stitz, 1938)
- V. dentata Mann, 1919
- V. denticulata Emery, 1914
- V. duodecimalis Donisthorpe, 1948
- V. elysii Mann, 1919
- V. emeryi Wheeler, W.M., 1906
- V. escherichi Forel, 1911
- V. foveaceps Mann, 1919
- V. fridae Forel, 1913
- V. hewitti Wheeler, W.M., 1919
- V. irenea (Donisthorpe, 1947)
- V. kaselela Clouse, 2007
- V. loboii Mann, 1919
- V. longicephala (Terayama & Yamane, 1991)
- V. longiceps Emery, 1893
- V. lucimandibula Wang, W., Zhou & Huang, 2005
- V. luctuosa (Stitz, 1938)
- V. menshen Terayama, 2009
- V. modiglianii Emery, 1900
- V. moesta (Smith, F., 1863)
- V. mwereka Clouse, 2007
- V. nipponica Kinomura & Yamauchi, 1992
- V. nitida (Smith, F., 1860)
- V. novobritainae (Donisthorpe, 1948)
- V. oblonga (Smith, F., 1860)
- V. okinawana Terayama & Kinomura, 1997
- V. opacinoda Forel, 1913
- V. overbecki Viehmeyer, 1916
- V. pacifica Wilson & Taylor, 1967
- V. papuana Viehmeyer, 1914
- V. penetrans (Smith, F., 1857)
- V. pertinax (Smith, F., 1861)
- V. piroskae Forel, 1912

- V. punctata Viehmeyer, 1914
- V. punctatostriata Mayr, 1865
- V. pwidikidika Clouse, 2007
- V. pyrrhoria Wu & Xiao, 1989
- V. rufipes Donisthorpe, 1949
- V. rufiventris Forel, 1901
- V. sakishimana Terayama & Kinomura, 1997
- V. samoensis Mayr, 1876
- V. satoi Santschi, 1937
- V. shunfenger Terayama, 2009
- V. simoides Emery, 1897
- V. soleaferrea Donisthorpe, 1942
- V. subtilis Emery, 1887
- V. umbilicata Donisthorpe, 1941
- V. undecimalis Donisthorpe, 1948
- V. xingjun Terayama, 2009
- V. yambaru Terayama, 1999